# Улі Маурер
Ульріх (Улі) Маурер (нім. Ueli Maurer, 1 грудня 1950, Ветцікон, Цюрих, Швейцарія) — член Федеральної ради Швейцарії з 2009 до 2022 рік. Як лідируюча і керівна постать правопопулістської Швейцарської народної партії під час виборів в уряд 10 грудня 2008 року Улі Маурер був обраний Федеральними зборами Швейцарії на посаду федерального радника, офіційно — з 1 січня 2009 року. Президент Швейцарської Конфедерації у 2013 та 2019 роках.

## Особисті дані і професійна діяльність
Улі Маурер виріс у сім'ї бідного фермера в Цюрихському високогір'ї. Після вивчення комерційної справи, Маурер отримав диплом федерального бухгалтера. З 1994 по 2008 рік Улі Маурер був директором Асоціації фермерів Цюриха, був Президентом швейцарської асоціації фермерів по вирощуванню овочів і Асоціації машинних фермерів до моменту виборів у Федеральній Раді.
Нині Улі Маурер проживає в м. Гінвіль, кантон Цюрих, разом зі своєю дружиною і шістьма дітьми. Служив в Швейцарській армії у званні майора, керуючи батальйоном велосипедної піхоти.

## Політична кар'єра

### Кантональна політика
З 1978 по 1986 рік Улі Маурер був членом муніципального управління у м. Гінвіль. 1983 року був обраний в парламент кантону Цюриха, яким він керував до 1991 року. У цьому році він програв вибори до районного управління Моріцу Лауенбергу, так як компанію Маурера висміювали опоненти, начебто останній нездібний, наївний і вірний партії сильного чоловіка Крісофера Блохера. Хоча ще в цьому році Улі Маурер був обраний до Національної Ради.

### Державна політика і керівництво партією
1996 року за розпорядженням Блохера Маурер був обраний Президентом Народної партії Швейцарії. Його персону не сприйняли всерйоз, тому комік Віктор Гіакобо пародирував Улі Маурера на телебаченні як раба або ж хлопчика на побігеньках у Блохера. Його діти неодноразово поверталися додому в сльозах, через те, що і з них насміхалися також. Його керівництво побачило, що електорат партії подвоюється і вирішило закріпитися у франкомовній частині Швейцарії і стати найсильнішою партією в країні. Усі наступні успішні дії приписувались Мауреру завдяки його вдалому керівництву. Йому вдалось замінити відсутність харизми важкою працею, введенням суворої партійної дисципліни і вмінням вирішувати багатообіцяючі питання (такі як протистояння європейській інтеграції, іноземцям і політкоректності), а також здібністю давати влучні інтерв'ю і заголовки до них, про що свідчать наступні слова: «Поки я говорю про афро-американців (назвавши їх неграми), всі камери будуть наведені на мене!».
Як Голова Швейцарської народної партії, Маурер був провідною силою агресивної, проте успішної популістської кампанії популістської партії, що накликала на себе гнів основних політичних сил Швейцарії і стурбованість іноземних спостерігачів через масове зображення на мультяшних плакатах партії правих, які атакують лівих, іноземців, та інших небажаних осіб. Порушуючи швейцарський політичний етикет, він не ухилявся від прямого нападу на своїх колег-політиків, називаючи правоцентристських Вільних демократів «простаками, дурнями і розтяпами», соціал-демократів — «неврівноваженими», а федеральних радників Шмідта і Евелін Відмер-Шлумпф «апендиксами, які мають бути видалені». Тим не менше, Мауреру вдавалося відділяти свій публічний імідж від того, що склався всередині парламенту між його колегами. Повага до особистості Улі Маурера зростала протягом його служби в Національній раді. Навіть опоненти хвалили його за індивідуальну цілісність, колегіальну поведінку та чітке розуміння політичних питань. Особливо помітними для політичних спостерігачів були теплі відносини Улі Маурера з представниками жіночої статті з Соціал-демократичної партії.
Незважаючи на те, що популярність його особистості і його партії зростала, відносини між Маурером і його колишнім наставником Блохером поступово холонули, хоча на публіці вони поводились як нерозривні союзники. Блохер, який здійснював переважно авторитарну політику як представник безспірно лідируючої партії, не завжди схвалював деякі з стратегічних підходів Маурера, тому все частіше почав здійснювати політику через своїх послідовників, а не через Маурера чи партійний секретаріат. У жовтні 2007 року, після грандіозної перемоги Народної партії, Улі Маурер пішов у відставку з посади керівника партії, передавши проти своєї волі цю посаду одному з найближчих соратників Блохера Тоні Брунеру 1 березня 2008 року. Після програшу другого туру виборів Верені Дінер, Маурер задоволений керівництвом у цюрихському відділі Народної партії.

### Кандидат до Федеральної ради
27 листопада 2008 року парламентська група партії одноголосно номінувала Маурера і Блохера кандидатами на посаду Федерального радника. Блохер, який був вигнаний з Ради 2007 року, вважався необраним усіма партіями в той час, як газета Neue Zürcher Zeitung та інші швейцарські ЗМІ називали Маурера прямим лідером і претендентом на місце в Раді ще до моменту його призначення. 10 грудня 2008 року Маурер був обраний до Федеральної Ради в третьому турі голосування з кількістю 122 голосів, перевагою в 1 голос. 2012 року Улі Маурера обрали Віце-президентом Конфедерації поруч з Президентом Евелін Відмер-Шлумпф. 5 грудня 2012 року обраний Президентом Конфедерації на 2013 рік.